# Пешалов, Николай
Никола́й Славеев Пешало́в (болг. Николай Славеев Пешалов, хорв. Nikolaj Pešalov) (30 мая 1970, Пазарджик, Болгария) — болгарский, затем хорватский (с 1997 г.) спортсмен-тяжелоатлет, олимпийский чемпион 2000 года, трёхкратный чемпион мира, восьмикратный чемпион Европы. За свою карьеру установил 5 мировых рекордов. Мастер спорта Болгарии (1987), заслуженный мастер спорта Болгарии (1989). Президент Хорватского тяжелоатлетического союза (с 2019).

## Спортивная биография

### Сборная Болгарии
Дебют на крупных международных соревнованиях для Николай Пешалова состоялся в 1989 году на чемпионате мира в Афинах. Сенсационно 19-летний болгарин занял второе место, уступив лишь олимпийскому чемпиону Наиму Сулейманоглу, противостояние с которым в дальнейшем станет одним из интереснейших в истории тяжёлой атлетики.
В 1992 году на чемпионате Европы в венгерском Сексарде Пешалову удалось прервать победную серию Сулейманоглу. По сумме двух упражнений оба взяли вес 312,5 кг, но поскольку болгарин оказался легче, то ему и досталось золото первенства.
Спустя три месяца в Барселоне прошли летние Олимпийские игры. Николай Пешалов выступал в категории до 60 кг. Вновь главным соперником являлся Сулейманоглу. В этот раз турок оказался на голову сильнее. По результатам двух упражнений Пешалов уступил 15 килограммов Сулейманоглу, тем не менее болгарин стал вторым и завоевал свою первую олимпийскую медаль.
После изменения весовых категорий Пешалов стал выступать в категории до 59 кг, а Сулейманоглу в категории до 64 кг. После этого болгарин 3 года был вне конкуренции на европейской и международной арене. Трижды подряд Пешалов становился чемпионом Европы и дважды чемпионом мира. Единственным поражением стало третье место на чемпионате мира 1995 года в Гуанчжоу.
На летних Олимпийских играх 1996 года специалисты сходились во мнении, что Николай Пешалов, ввиду отсутствия конкуренции со стороны Сулейманоглу, должен одержать победу в своей категории. После рывка с результатом 137,5 кг лидировали сразу три спортсмена Николай Пешалов, грек Леонидас Сабанис и китаец Тан Линшэн. В толчке Пешалов показал худший результат среди спортсменов лидирующей тройки и стал лишь бронзовым призёром игр.
После победы на чемпионате Европы 1997 года, проходившего в хорватской Риеке, Пешалов принял решение остаться в этой стране и принять гражданство Хорватии. В качестве компенсации болгары получили 50 тысяч долларов.

### Сборная Хорватии
В апреле 2000 года Пешалов в очередной раз стал европейским чемпионом, оставив позади себя Минчева, Сулейманоглу и Савадиса.
На летних Олимпийских играх 2000 года Пешалов впервые представлял сборную Хорватии на играх четырёхлетия. Спустя 8 лет после игр в Барселоне Пешалова ожидал новый раунд олимпийского противостояния с турком Наимом Сулейманоглу, а также продолжение борьбы с серебряным призёром прошлых игр греком Леонидасом Сабанисом. После выполнения рывка Пешалов захватил лидерство, подняв вес в 150 кг, грек отставал от него на 2,5 кг. А вот Сулейманоглу потерпел фиаско. Трижды не взяв 145 кг, он выбыл из дальнейшей борьбы. В толчке Николаю также удалось взять лучший среди спортсменов вес 175 кг. В результате двух упражнений хорват поднял 325 кг, что являлось олимпийским рекордом, а также позволило Пешалову впервые в своей карьере стать олимпийским чемпионом.
На Олимпийских играх 2004 года в Афинах Пешалов перешёл в более тяжёлую весовую категорию (до 69 кг). После рывка обозначилось лидерство представителей азиатского континента китайца Чжан Гочжэна и южнокорейца Ли Ба Ён. Пешалов же после рывка занимал промежуточную третью позицию. Хороший результат, показанный в толчке не изменил расстановку мест. По сумме двух упражнений Николай Пешалов стал бронзовым призёром, доведя количество олимпийских медалей до четырёх.
При подготовке к чемпионату Европы 2008 года Пешалов получил травму и был вынужден завершить спортивную карьеру. В 2019 году возглавил Хорватский тяжелоатлетический союз.
У Пешалова двое детей от первого брака (сын Симеон и дочь Виктория). В 2014 году женился на хорватке по имени Дорис.

## Награды
- Спортсмен года в Хорватии 2000;